# Nagalwadi
Nagalwadi es una ciudad censal situada en el distrito de Nagpur en el estado de Maharashtra (India). Su población es de 2562 habitantes (2011). Se encuentra a 12 km de Nagpur.

## Demografía
Según el censo de 2011 la población de Nagalwadi era de 2562 habitantes, de los cuales 1345 eran hombres y 1217 eran mujeres. Nagalwadi tiene una tasa media de alfabetización del 92,07%, superior a la media estatal del 82,34%: la alfabetización masculina es del 95,61%, y la alfabetización femenina del 88,16%.